# Aster Fissehatsion
Aster Fissehatsion, auch Astier Fesehazion (* 1951 in Abessinien) ist eine eritreische Politikerin der Volksfront für Demokratie und Gerechtigkeit. Fissehatsion ist seit 2001 inhaftiert, Menschenrechtsorganisation und europäische Staaten sehen sie als politischen Häftling und fordern seit Jahren ihre Freilassung.

## Leben
Aster Fissehatsion wurde 1951 im Kaiserreich Abessinien geboren. 1974 schloss sie sich der Eritreische Volksbefreiungsfront an, die eine Unabhängigkeit Eritreas von Äthiopien einforderte. Fissehatsion stieg innerhalb der Befreiungsfront schnell auf. Sie heiratete später ihren Weggefährten und Mitstreiter in der Volksbefreiungsfront, Mahmoud Ahmed Sherifo. Sie gebar während des Bürgerkriegs ein Kind.
Nach der Unabhängigkeit Eritreas 1993 übernahm sie verschiedene höhere Position in dem Land, unter anderem war sie Mitglied des Zentralrats der aus Eritreischen Volksbefreiungsfront entstandenen Partei Volksfront für Demokratie und Gerechtigkeit. Zudem war sie zeitweilig Abgeordnete der eritreischen Nationalversammlung und leitete das Ministerium für Arbeit und soziale Angelegenheiten.
1996 kritisierte Fissehatsion die Staatsführung unter Isayas Afewerki und wurde dafür aus allen Positionen entlassen, jedoch drei später wieder vergeben. Im Mai 2001 veröffentlichte sie gemeinsam mit 14 anderen hochrangigen Parteifunktionären einen offenen Brief an Staatspräsident Afewerki mit der Aufforderung das Land zu demokratisieren, die Verfassung einzuhalten, die Justizreform voranzubringen und einen „friedlichen und demokratischen Dialog“ zu führen. Am 18. September 2001 wurde die gesamte Gruppe der 15 Funktionäre – auch als „G-15“ bezeichnet – festgenommen und inhaftiert.
Fissehatsion befindet sich seitdem in Haft. Unbestätigten Meldungen soll sie am 14. April 2003 an Magengeschwüren gestorben sein, wobei diese von den eritreischen Behörden nicht bestätigt werden. Menschenrechtsorganisationen wie Amnesty International, Human Right Watch sowie auch europäische Staaten und die EU fordern eine Freilassung der politischen Häftlinge.